# Night Train (musique)
Pour les articles homonymes, voir Night train.
Night Train est un standard du blues enregistré pour la première fois par Jimmy Forrest en 1951.

## Histoire
Night Train était à l'origine un simple riff d'ouverture du titre That's the Blues, Old Man, enregistré par Johnny Hodges en 1940. Duke Ellington s'en servit par la suite dans le titre Happy-Go-Lucky Local. Jimmy Forrest l'enregistra par la suite, en lui donnant son titre définitif et en y insérant un solo de son cru. 

## Enregistrements
Les enregistrements de ce standard sont innombrables. Parmi ceux-ci, on peut citer :
- la version de Louis Prima sur l'album The Wildest! en 1956
- un single de James Brown en 1961
- la version du pianiste Oscar Peterson sur l'album éponyme, en 1962
- la version des Kingsmen en 1964
- celle de Phast Phreddie and thee Precisions en 1984

## Source de la traduction
- (en) Cet article est partiellement ou en totalité issu de l’article de Wikipédia en anglais intitulé « Night Train (Jimmy Forrest composition) » (voir la liste des auteurs).